# 57. BAFTA-gála
Az 57. BAFTA-gálát 2004. február 15-én tartotta a Brit film- és televíziós akadémia, melynek keretében a 2003-as év legjobb filmjeit és alkotóit díjazta.

## Díjazottak és jelöltek
(a díjazottak félkövérrel vannak jelölve)

### Legjobb színész
Bill Murray – Elveszett jelentés
- Benicio Del Toro – 21 gramm
- Johnny Depp – A Karib-tenger kalózai: A Fekete Gyöngy átka
- Jude Law – Hideghegy
- Sean Penn – 21 gramm
- Sean Penn – Titokzatos folyó

### Legjobb színésznő
Scarlett Johansson – Elveszett jelentés
- Scarlett Johansson – Leány gyöngy fülbevalóval
- Anne Reid – Anya és a szerelem
- Uma Thurman – Kill Bill 1.
- Naomi Watts – 21 gramm

### Legjobb operatőri munka
A Gyűrűk Ura: A király visszatér – Andrew Lesnie
- Hideghegy – John Seale
- Leány gyöngy fülbevalóval – Eduardo Serra
- Elveszett jelentés – Roberto Schaefer
- Kapitány és katona: A világ túlsó oldalán – Russell Boyd

### Legjobb jelmez
Kapitány és katona: A világ túlsó oldalán – Wendy Stites
- Hideghegy – Ann Roth, Carlo Poggioli
- Leány gyöngy fülbevalóval – Dien Van Straalen
- A Gyűrűk Ura: A király visszatér – Ngila Dickson, Richard Taylor
- A Karib-tenger kalózai: A Fekete Gyöngy átka – Penny Rose

### Legjobb rendező
Peter Weir – Kapitány és katona: A világ túlsó oldalán
- Tim Burton – Nagy hal
- Anthony Minghella – Hideghegy
- Peter Jackson – A Gyűrűk Ura: A király visszatér
- Sofia Coppola – Elveszett jelentés

### Legjobb vágás
Elveszett jelentés – Sarah Flack
- Hideghegy – Walter Murch
- Kill Bill 1. – Sally Menke
- A Gyűrűk Ura: A király visszatér – Jamie Selkirk
- 21 gramm – Stephen Mirrione

### Legjobb film
A Gyűrűk Ura: A király visszatér
- Nagy hal
- Hideghegy
- Elveszett jelentés
- Kapitány és katona: A világ túlsó oldalán

### Alexander Korda-díj az év kiemelkedő brit filmjének
Zuhanás a csendbe
- Hideghegy
- Leány gyöngy fülbevalóval
- Ezen a világon
- Igazából szerelem

### Legjobb nem angol nyelvű film
Ezen a világon (In This World) • Nagy-Britannia
- Barbárok a kapuk előtt (Les invasions barbares) • Kanada
- Good bye, Lenin! • Németország
- Chihiro Szellemországban (Sen to Chihiro no kamikakushi) • Japán
- Belleville randevú (Les triplettes de Belleville) • Franciaország
- Én, te, ő (Être et avoir) • Franciaország

### Legjobb smink
A Karib-tenger kalózai: A Fekete Gyöngy átka – Ve Neill, Martin Samuel
- Nagy hal – Jean A Black, Paul LeBlanc
- Hideghegy – Paul Engelen, Ivana Primorac
- Leány gyöngy fülbevalóval – Jenny Shircore
- A Gyűrűk Ura: A király visszatér –  Richard Taylor, Peter King, Peter Owen

### Legjobb filmzene (Anthony Asquith-díj a legjobb filmzenének)
Hideghegy – Gabriel Yared, T-Bone Burnett
- Leány gyöngy fülbevalóval – Alexandre Desplat
- Kill Bill 1. – RZA
- A Gyűrűk Ura: A király visszatér – Howard Shore
- Elveszett jelentés – Kevin Shields, Brian Reitzell

### Legjobb díszlet
Kapitány és katona: A világ túlsó oldalán – William Sandell
- Nagy hal – Dennis Gassner
- Hideghegy – Dante Ferretti
- Leány gyöngy fülbevalóval – Ben Van Os
- A Gyűrűk Ura: A király visszatér – Grant Major

### Legjobb adaptált forgatókönyv
A Gyűrűk Ura: A király visszatér – Fran Walsh, Philippa Boyens, Peter Jackson
- Nagy hal – John August
- Hideghegy – Anthony Minghella
- Leány gyöngy fülbevalóval – Olivia Hetreed
- Titokzatos folyó – Brian Helgeland

### Legjobb eredeti forgatókönyv
Az állomásfőnök – Tom McCarthy
- Barbárok a kapuk előtt – Denys Arcand
- Némó nyomában – Andrew Stanton, Bob Peterson, David Reynolds
- Elveszett jelentés – Sofia Coppola
- 21 gramm – Mike Leigh

### Legjobb hang
Kapitány és katona: A világ túlsó oldalán – Richard King, Doug Hemphill, Paul Massey, Art Rochester
- Hideghegy – Eddy Joseph, Ivan Sharrock, Walter Murch, Mike Prestwood-Smith, Matthew Gough
- Kill Bill 1. – Michael Minkler, Myron Nettinga, Wylie Stateman, Mark Ulano
- A Gyűrűk Ura: A király visszatér – Ethan Van Der Ryn, Michael Hopkins, David Farmer, Christopher Boyes, Michael Hedges, Michael Semanick, Hammond Peek
- A Karib-tenger kalózai: A Fekete Gyöngy átka – Christopher Boyes, George Watters II, Lee Orloff, David Parker, David Campbell

### Legjobb férfi mellékszereplő
Bill Nighy – Igazából szerelem
- Paul Bettany – Kapitány és katona: A világ túlsó oldalán
- Albert Finney – Nagy hal
- Ian McKellen – A Gyűrűk Ura: A király visszatér
- Tim Robbins – Titokzatos folyó

### Legjobb női mellékszereplő
Renée Zellweger – Hideghegy
- Holly Hunter – Tizenhárom
- Laura Linney – Titokzatos folyó
- Judy Parfitt – Leány gyöngy fülbevalóval
- Emma Thompson – Igazából szerelem

### Legjobb vizuális effektek
A Gyűrűk Ura: A király visszatér – Joe Letteri, Jim Rygiel, Randall William Cook, Alex Funke
- Nagy hal – Kevin Mack, Seth Maury, Lindsay MacGowan, Paddy Eason
- Kill Bill 1. – Tommy Tom, Tam Kia Kwan, Leung Wai Kit, Jaco Wong Hin Leung
- Kapitány és katona: A világ túlsó oldalán – Stefen Fangmeier, Nathan McGuinness, Robert Stromberg, Daniel Sudick
- A Karib-tenger kalózai: A Fekete Gyöngy átka – John Knoll, Hal Hickel, Terry D Frazee, Charles Gibson

### Legjobb animációs rövidfilm
Jo Jo in the Stars
- Dad's Dead
- Dear, Sweet Emma
- Nibbles
- Plumber

### Legjobb rövidfilm
Brown Paper Bag
- Bye-Child
- Nits
- Sea Monsters
- Talking With Angels

### Kiemelkedő debütálás brit rendező, író vagy producer részéről
Emily Young - Az élet csókja (rendező, író)
- Sergio Casci - American Cousins (író)
- Jenny Mayhew - To Kill A King (író)
- Nira Park - Haláli hullák hajnala (producer)
- Peter Webber - Leány gyöngy fülbevalóval (rendező)

### Kiemelkedő brit hozzájárulás a mozifilmekhez
Working Title Films